# لوبي ستارز
لوبي ستارز (بالإنجليزية: Lobi Stars F.C.)‏، هو نادي كرة قدم نيجيري وهو نادي كرة قدم أساسي في نيجيريا. يقع مقره في مدينة ماكرودي في ولاية بينوي.